# Франконський Альб
49°01′ пн. ш. 10°46′ сх. д. / 49.02° пн. ш. 10.76° сх. д.

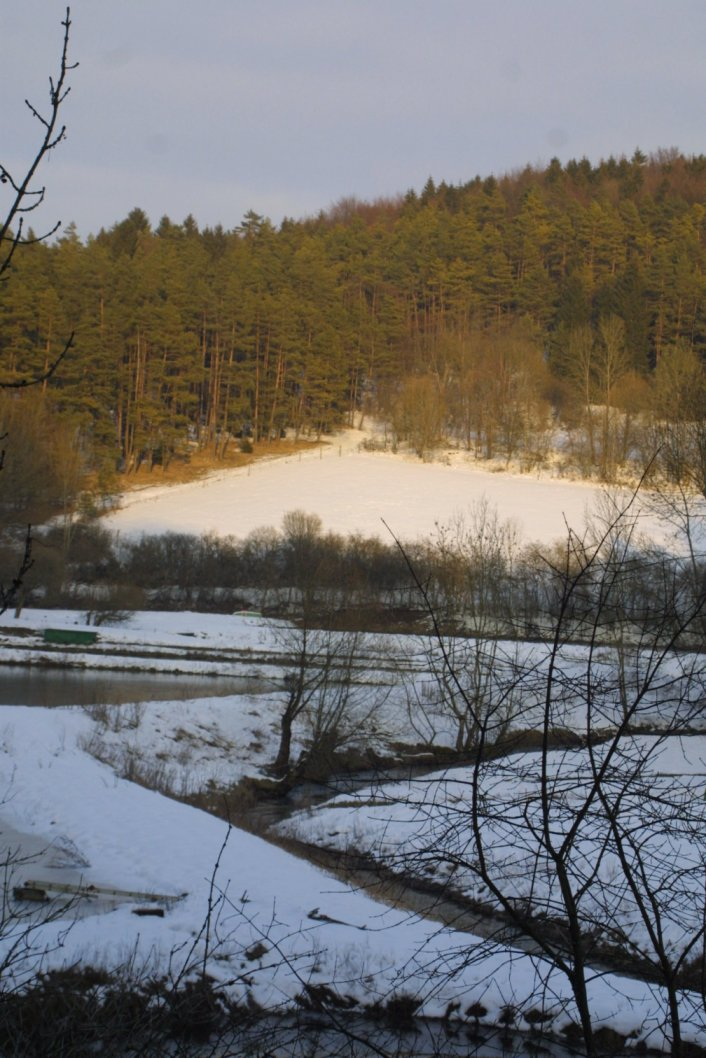
Пейзаж Франконського Альбу

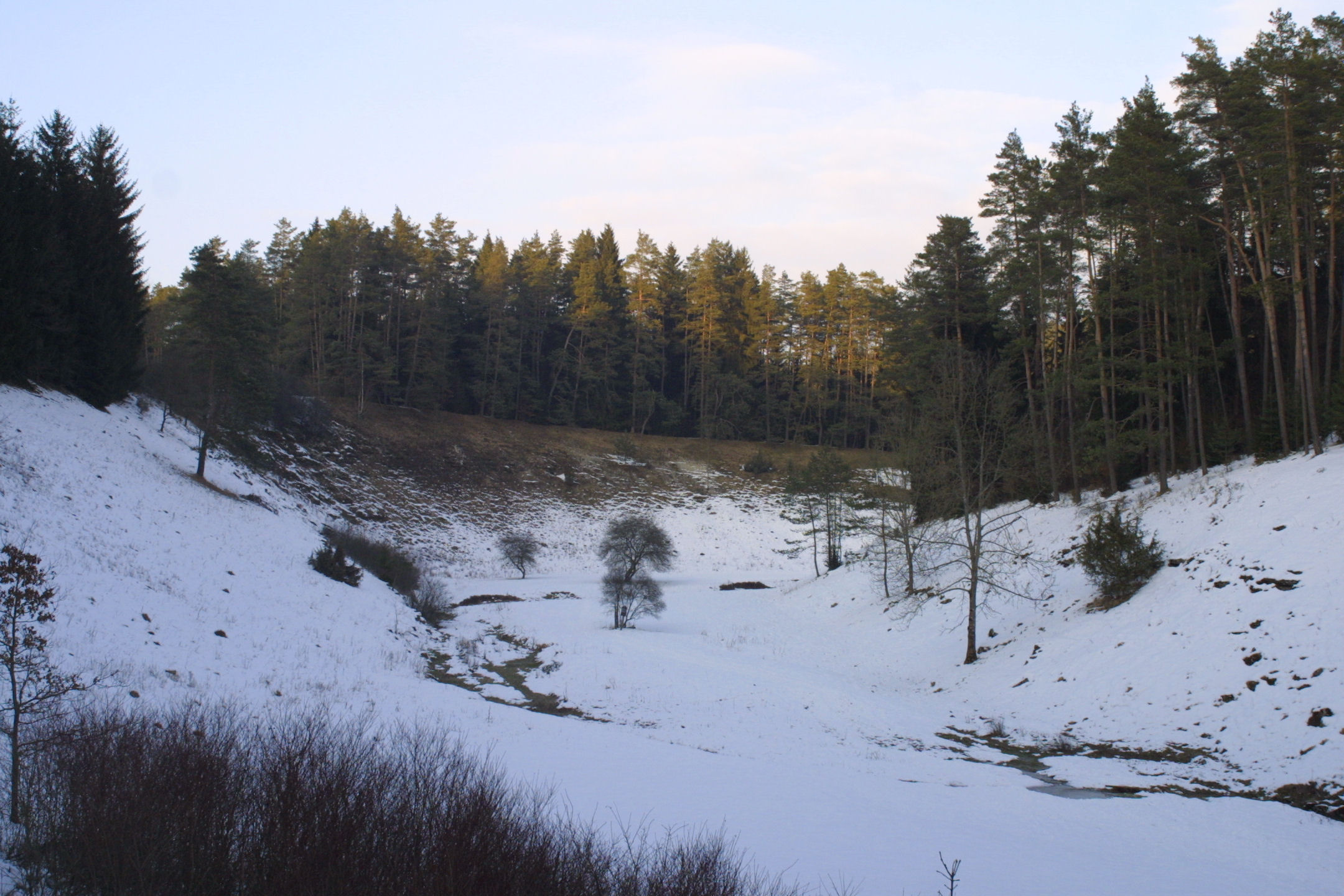
Суха Долина (TrockentalOberleinleiter)

Франконський Альб або Франконська Юра (нім. Fränkische Alb) — гірський масив в Німеччині на півночі федеральної землі Баварія. Простягається з південного заходу на північний схід від Майну до Дунаю. Відділений від Швабського Альбу давнім метеоритним кратером під назвою Ньордлінгер Рис.
Значні частини Франконської Юри є частиною природного парку Долина Альтмюль. Мальовничі меандри та ущелини, утворені річкою Альтмюль, приваблюють туристів до регіону.
Геологічно Франконська Юра є східним продовженням Швабської Юри. Гірські ланцюги відокремлені один від одного ударним кратером Ньордлінгер-Ріс.
Північна частина Франконської Юри відома як Франконська Швейцарія (нім. Fränkische Schweiz).

## Інтернет-ресурси
Вікісховище має мультимедійні дані за темою: Франконський Альб
| Німеччина | Це незавершена стаття з географії Німеччини. Ви можете допомогти проєкту, виправивши або дописавши її. |